# Publi Varini Glaber
Publi Varini Glaber (en llatí Publius Varinius Glaber) va ser un magistrat romà del segle i aC.
Era pretor l'any 73 aC. Va ser un dels primers generals romans enviats contra Espàrtac i va actuar de forma especialment desafortunada tant en els moviments propis com en els dels seus lloctinents. Espàrtac el va derrotar repetidament i fins i tot el seu cavall i els seus lictors va ser capturats pel cap dels esclaus. En part, el seu fracàs es va produir a causa que les forces de les que va disposar eren molt poques i reclutades a correcuita i encara van disminuir més quan va arribar la tardor i molts dels reclutats van abandonar l'exèrcit. El mencionen Florus i Plutarc.